# Igual consideración de intereses
El principio de igual consideración de intereses es un principio moral que afirma que se deben incluir todos los intereses afectados a la hora de calcular la rectitud de una acción y sopesar esos intereses por igual. El término "igual consideración de los intereses" apareció por primera vez en el libro de 1979 del filósofo moral australiano Peter Singer, Ética práctica. Singer afirma que si se incluye a todos los seres, no sólo a los humanos, como poseedores de intereses que deben tenerse en cuenta, entonces el principio de igual consideración de los intereses se opone no sólo al racismo y al sexismo, sino también al especismo. Jeremy Bentham argumentó que la capacidad de sufrimiento de un ser es lo que es moralmente relevante a la hora de considerar sus intereses, no su capacidad de razonar.
El principio está relacionado con conceptos filosóficos más amplios de imparcialidad, aunque la imparcialidad puede referirse a muchos otros sentidos de la igualdad, especialmente en la justicia.